# Ristijärvi
Ristijärvi is een gemeente in de Finse provincie Oulu en in de Finse regio Kainuu. De gemeente heeft een landoppervlakte van 835,8 km² en telt 1.174 inwoners (2022).

## Geboren
- Kaisa Mäkäräinen (1983), biatlete